# ایتزن (مینه‌سوتا)
ایتزن، مینه‌سوتا (به انگلیسی: Eitzen, Minnesota) یک شهر در ایالات متحده آمریکا است که در مینه‌سوتا واقع شده‌است.

## خصوصیات
ایتزن ۱٫۵۰ کیلومترمربع مساحت و ۲۴۳ نفر جمعیت دارد و ۳۵۲ متر بالاتر از سطح دریا واقع شده‌است.